# Campeonato Mundial de Patinação Artística no Gelo de 1977
O Campeonato Mundial de Patinação Artística no Gelo de 1977 foi a sexagésima sétima edição do Campeonato Mundial de Patinação Artística no Gelo, um evento anual de patinação artística no gelo organizado pela União Internacional de Patinação (em inglês:  International Skating Union) onde os patinadores artísticos competem pelo título de campeão mundial. A competição foi disputada entre os dias 1 de março e 6 de março, na cidade de Tóquio, Japão.

## Eventos
- Individual masculino
- Individual feminino
- Duplas
- Dança no gelo

## Medalhistas
| Evento                        | Ouro                                                | Prata                                               | Bronze                                                  |
| Individual masculino detalhes | Vladimir Kovalev · União Soviética                  | Jan Hoffmann · Alemanha Oriental                    | Minoru Sano · Japão                                     |
| Individual feminino detalhes  | Linda Fratianne · Estados Unidos                    | Anett Pötzsch · Alemanha Oriental                   | Dagmar Lurz · Alemanha Ocidental                        |
| Duplas detalhes               | Irina Rodnina · Alexander Zaitsev · União Soviética | Irina Vorobieva · Alexandr Vlasov · União Soviética | Tai Babilonia · Randy Gardner · Estados Unidos          |
| Dança no gelo detalhes        | Irina Moiseeva · Andrei Minenkov · União Soviética  | Janet Thompson · Warren Maxwell · Reino Unido       | Natalia Linichuk · Gennadi Karponosov · União Soviética |

## Resultados

### Individual masculino
| Pos.              | Nome                   | Nacionalidade      | Pontos |
| ----------------- | ---------------------- | ------------------ | ------ |
| Medalha de ouro   | Vladimir Kovalev       | União Soviética    | 16     |
| Medalha de prata  | Jan Hoffmann           | Alemanha Oriental  | 18     |
| Medalha de bronze | Minoru Sano            | Japão              | 24     |
| 4                 | David Santee           | Estados Unidos     | 40     |
| 5                 | Charles Tickner        | Estados Unidos     | 42     |
| 6                 | Ron Shaver             | Canadá             | 61     |
| 7                 | Yuri Ovchinnikov       | União Soviética    | 64     |
| 8                 | Mitsuru Matsumura      | Japão              | 73     |
| 9                 | Scott Cramer           | Estados Unidos     | 73     |
| 10                | Pekka Leskinen         | Finlândia          | 89     |
| 11                | Konstantin Kokora      | União Soviética    | 94     |
| 12                | Roland Koppelent       | Áustria            | 118    |
| 13                | Kurt Kürzinger         | Alemanha Ocidental | 121    |
| 14                | Brian Pockar           | Canadá             | 122    |
| 15                | Jean-Christophe Simond | França             | 125    |
| 16                | William Schober        | Austrália          | 144    |
| 17                | Soo Bong Han           | Coreia do Sul      | 153    |
| WD                | Robin Cousins          | Reino Unido        | ─      |

### Individual feminino
| Pos.              | Nome                      | Nacionalidade      | Pontos |
| ----------------- | ------------------------- | ------------------ | ------ |
| Medalha de ouro   | Linda Fratianne           | Estados Unidos     | 10     |
| Medalha de prata  | Anett Pötzsch             | Alemanha Oriental  | 22     |
| Medalha de bronze | Dagmar Lurz               | Alemanha Ocidental | 43     |
| 4                 | Barbara Smith             | Estados Unidos     | 43     |
| 5                 | Wendy Burge               | Estados Unidos     | 41     |
| 6                 | Susanna Driano            | Itália             | 50     |
| 7                 | Elena Vodorezova          | União Soviética    | 59     |
| 8                 | Lynn Nightingale          | Canadá             | 66     |
| 9                 | Marion Weber              | Alemanha Oriental  | 80     |
| 10                | Denise Biellmann          | Suíça              | 87     |
| 11                | Claudia Kristofics-Binder | Áustria            | 103    |
| 12                | Emi Watanabe              | Japão              | 106    |
| 13                | Heather Kemkaran          | Canadá             | 113    |
| 14                | Garnet Ostermeier         | Alemanha Ocidental | 124    |
| 15                | Karena Richardson         | Canadá             | 133    |
| 16                | Susan Broman              | Finlândia          | 150    |
| 17                | Robyn Burley              | Austrália          | 154    |
| 18                | Marie-Claude Bierre       | França             | 159    |
| 19                | Franca Bianconi           | Itália             | 176    |
| 20                | Hyun Joo Lee              | Coreia do Sul      | 178    |
| 21                | Lotta Crispin             | Suécia             | 182    |

### Duplas
| Pos.              | Nome                                | Nacionalidade      | Pontos |
| ----------------- | ----------------------------------- | ------------------ | ------ |
| Medalha de ouro   | Irina Rodnina / Alexander Zaitsev   | União Soviética    | 9      |
| Medalha de prata  | Irina Vorobieva / Alexander Vlasov  | União Soviética    | 23     |
| Medalha de bronze | Tai Babilonia / Randy Gardner       | Estados Unidos     | 29     |
| 4                 | Marina Cherkasova / Sergei Shakhrai | União Soviética    | 36     |
| 5                 | Manuela Mager / Uwe Bewersdorf      | Alemanha Oriental  | 42     |
| 6                 | Ingrid Spieglová / Alan Spiegl      | Tchecoslováquia    | 57     |
| 7                 | Gail Hamula / Frank Sweiding        | Estados Unidos     | 63     |
| 8                 | Susanne Scheibe / Andreas Nischwitz | Alemanha Ocidental | 78     |
| 9                 | Sheryl Franks / Michael Botticelli  | Estados Unidos     | 73     |
| 10                | Sherri Baier / Robin Cowan          | Canadá             | 91     |
| 11                | Gabrielle Beck / Jochen Stahl       | Alemanha Ocidental | 96     |
| 12                | Elizabeth Cain / Peter Cain         | Austrália          | 106    |
| 13                | Kyoko Hagiwara / Sumio Murata       | Japão              | 116    |

### Dança no gelo
| Pos.              | Nome                                  | Nacionalidade   | Pontos |
| ----------------- | ------------------------------------- | --------------- | ------ |
| Medalha de ouro   | Irina Moiseeva / Andrei Minenkov      | União Soviética | 9      |
| Medalha de prata  | Janet Thompson / Warren Maxwell       | Reino Unido     | 24     |
| Medalha de bronze | Natalia Linichuk / Gennadi Karponosov | União Soviética | 28     |
| 4                 | Krisztina Regőczy / András Sallay     | Hungria         | 29     |
| 5                 | Marina Zueva / Andrei Vitman          | União Soviética | 45     |
| 6                 | Susan Carscallen / Eric Gillies       | Canadá          | 58     |
| 7                 | Kay Barsdell / Kenneth Foster         | Reino Unido     | 65     |
| 8                 | Liliana Řeháková / Stanislav Drastich | Tchecoslováquia | 73     |
| 9                 | Judi Genovesi / Kent Weigle           | Estados Unidos  | 77     |
| 10                | Lorna Wighton / John Dowding          | Canadá          | 90     |
| 11                | Isabella Rizzi / Luigi Freroni        | Itália          | 100    |
| 12                | Susan Kelley / Andrew Stroukoff       | Estados Unidos  | 108    |
| 13                | Susi Handschmann / Peter Handschmann  | Áustria         | 116    |
| 14                | Misa Kage / Masanori Takeda           | Japão           | 123    |

## Quadro de medalhas
| Ordem | País               | Medalha de ouro | Medalha de prata | Medalha de bronze |    | Ordem por total |
| ----- | ------------------ | --------------- | ---------------- | ----------------- | -- | --------------- |
| 1     | União Soviética    | 3               | 1                | 1                 | 5  | 1               |
| 2     | Estados Unidos     | 1               |                  | 1                 | 2  | 2               |
| 3     | Alemanha Oriental  |                 | 2                |                   | 2  | 2               |
| 4     | Reino Unido        |                 | 1                |                   | 1  | 4               |
| 5     | Alemanha Ocidental |                 |                  | 1                 | 1  | 4               |
| 5     | Japão              |                 |                  | 1                 | 1  | 4               |
| TOTAL | TOTAL              | 4               | 4                | 4                 | 12 | —               |